# Девід Рубінкам
Девід Перрі Рубінкам (англ. David Perry Rubincam, нар. 27 лютого 1947) — американський геофізик, спеціаліст з геодинаміки та небесної механіки, зокрема, відомий своїм внеском у дослідження ефектів Ярковського і ЯОРП. З 1978 року він працював цивільним науковцем у НАСА. На його честь названо астероїд головного поясу 9921 Рубінкам.

## Біографія
Він здобув ступінь бакалавра фізики (1970), магістра фізики (1972) і доктора філософії з фізики (1973) від Університету Меріленду в Коледж-Парку.
У 1974—1976 роках він працював постійним науковим співробітником Національної академії наук і Національної дослідницької ради.
У 1976—1978 роках він обіймав посаду провідного аналітика з геофізики в Wolf Research and Development Group.
З 1978 року працював геофізиком у Лабораторії земної фізики НАСА в Центрі космічних польотів Годдарда в Грінбелті, штат Меріленд. Він вивчав такі збурення руху тіл в Сонячній системі, як припливне тертя, ефект Ярковського та ефект Ярковського–О'Кіфа–Радзієвського–Паддака, останньому з яких він сам дав ім'я у своїй статті 2000 року. Одним із важливих його результатів під час роботи в НАСА було дослідження динаміки розпаду орбіти штучних супутників Землі. Після цього він досліджував астероїди та астероїдні пари.